# Out of Range
Out of Range és el cinquè àlbum d'estudi de la cantant i compositora Ani DiFranco publicat al març de 1994.

## Llista de cançons
Totes les cançons foren escrites i compostes per Ani DiFranco. 
| Núm. | Títol                     | Durada |
| ---- | ------------------------- | ------ |
| 1.   | «Buildings and Bridges»   | 4:05   |
| 2.   | «Out of Range (acoustic)» | 3:46   |
| 3.   | «Letter to a John»        | 3:48   |
| 4.   | «Hell Yeah»               | 5:01   |
| 5.   | «How Have You Been»       | 4:29   |
| 6.   | «Overlap»                 | 3:44   |
| 7.   | «Face Up and Sing»        | 2:53   |
| 8.   | «Falling Is Like This»    | 3:01   |
| 9.   | «Out of Range (electric)» | 3:25   |
| 10.  | «You Had Time»            | 5:49   |
| 11.  | «If He Tries Anything»    | 3:15   |
| 12.  | «The Diner»               | 4:39   |

## Personal
- Ani DiFranco – veu, guitarra acústica, guitarra elèctrica, steel guitar, percussió, piano
- Andy Stochansky – bateria, dumbek, veu de fons
- Alisdair Jones – baix
- Chris Brown – piano
- Sarah McElcheran – trompeta
- Colleen Allen – saxòfon
- Stephen Donald – trombó
- Scot Fisher – acordió a «Face Up and Sing»

### Producció
- Producció – Ani Difranco, Ed Stone
- Enginyeria – Ed Stone
- Disseny – Ani DiFranco
- Fotografia – Scot Fisher